# Buslijn 395 (Amsterdam-Zaandam)
Buslijn 395 is een R-netlijn geëxploiteerd door EBS en verbindt station Amsterdam Sloterdijk via de Coentunnel met het Zaans Medisch Centrum in Zaandam. De lijn heeft een geschiedenis die teruggaat naar 1966 toen door het voormalige Noord-Hollandse busbedrijf Enhabo een lijn werd ingesteld die de tot de gemeente Zaanstad behorende plaatsen Krommenie, Wormerveer, Zaandijk, Koog aan de Zaan en Zaandam via de Coentunnel met Amsterdam-West en Zuid verbond. Het was de langste en belangrijkste buslijn die de Enhabo heeft gekend.

## Geschiedenis

### Lijn 7

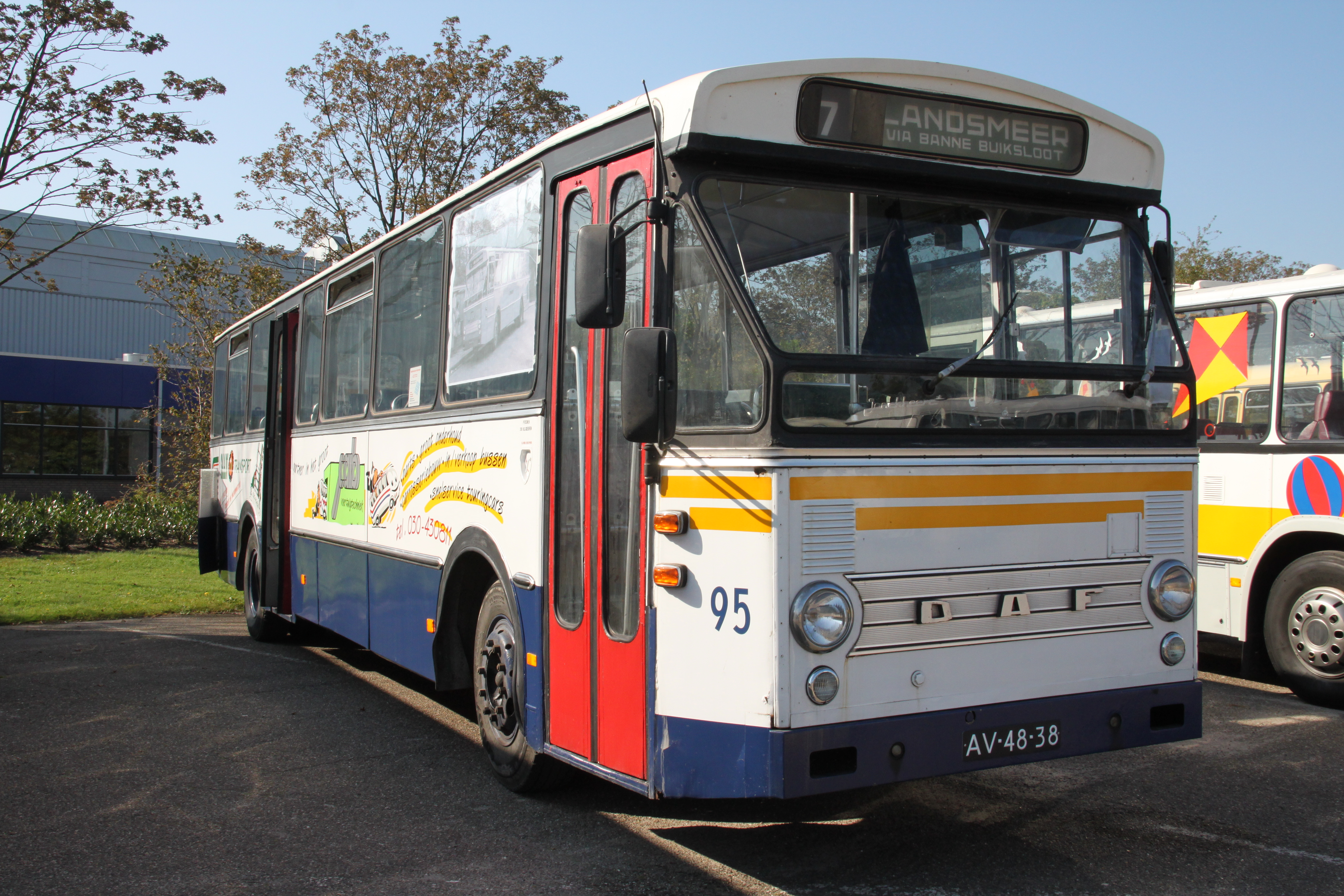
DAF bus 95 als museumbus ingefilmd als lijn 7 in 2001

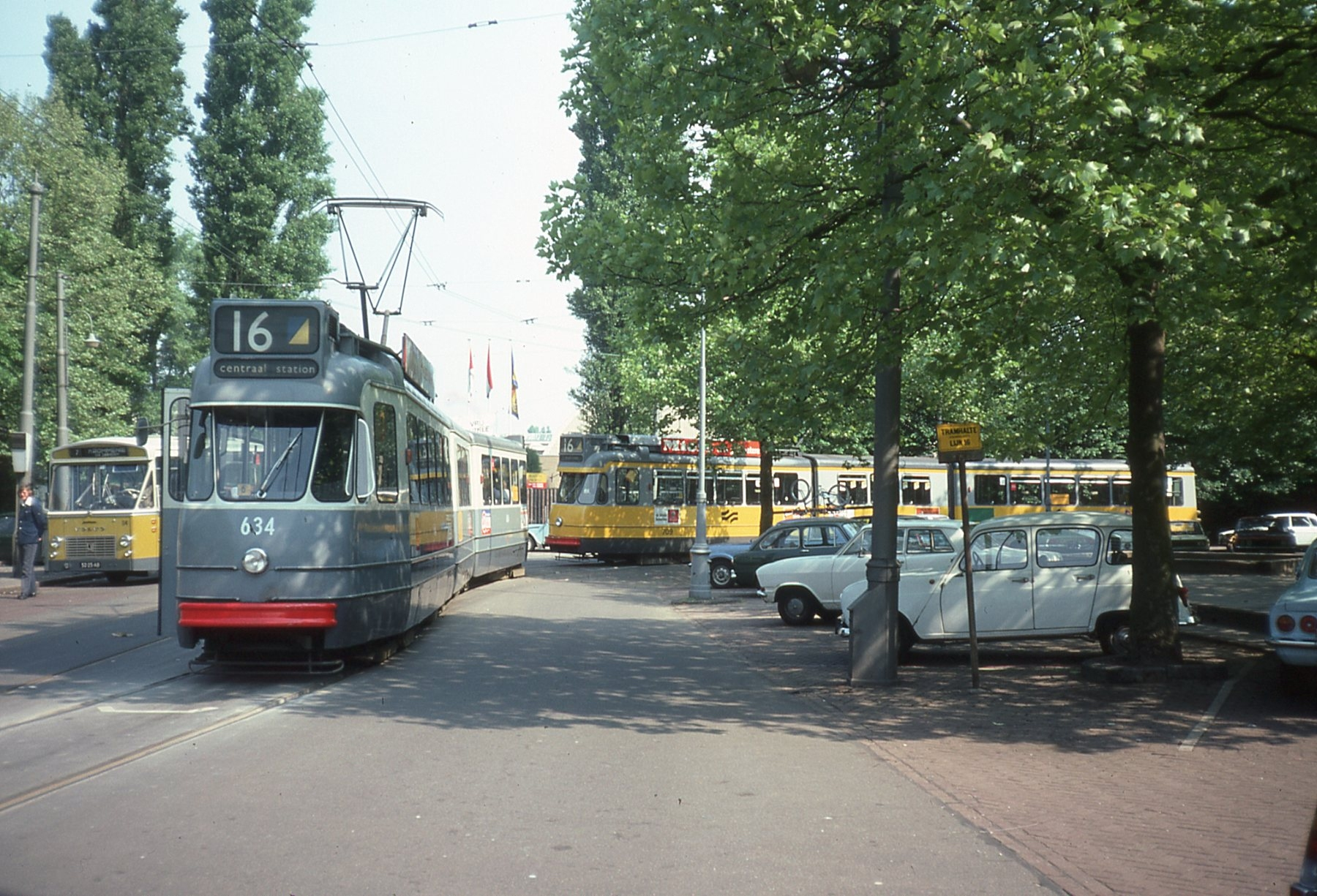
Links Enhabo DAF-Jonckheere bus 84 van lijn 7 naast gelede wagen 634 van lijn 16 (3G) op het eindpunt in de Stadionstraat, bij het Stadionplein; 1976.

De lijn werd op 27 juni 1966 ingesteld na de opening van de Coentunnel waarmee de Enhabo voor het eerst een lijndienst exploiteerde beneden het Noordzeekanaal. Door de Enhabo werd een lijn 7 ingesteld die het traject Krommenie Rosarium - Zaandam Peperstraat overnam van lijn 4 en verder reed via de Wibautstraat, langs het Barndegat en door de Coentunnel naar het Surinameplein in Amsterdam. Voor de inwoners van de Zaanstreek was dit een snelle verbinding met Amsterdam-West, dat anders alleen met de trein via station Amsterdam Centraal of een tijdrovende overvaart met de pont bereikt kon worden. Later werd de lijn doorgetrokken van het Surinameplein naar de Stadionstraat naast de standplaats van tram 1. Ook werd de lijn doorgetrokken vanaf Rosarium naar het station Krommenie-Assendelft
Op 17 oktober 1971 werd lijn 7 in Amsterdam opengesteld voor stadsvervoer tussen het Bos en Lommerplein en het Stadionplein omdat in het kader van de eerste fase van de nota Lijnen voor morgen tramlijn 1 naar Osdorp werd verlegd en lijn 7 het vervoer over de Amstelveenseweg samen met de bussen van de Maarse & Kroon overnam. Tussen Bos en Lommerplein en Surinameplein werd via de Hoofdweg gereden. In Zaanstad werd een tussendienst tussen Zaandam en Wormerveer gereden waardoor op dat traject de frequentie werd verdubbeld. Door plaatsgebrek in de Stadionstraat door de komst van tram 6 in oktober 1977 werd de standplaats verplaatst naar de Olympiaweg bij de standplaats van tram 24 en teruggereden door de Turnerstraat tegengesteld aan lijn 24. Tevens werd de lijn door de invoering van het zonetarief in oktober 1977 verlegd via de Haarlemmermeerstraat om zo geheel in zone west te kunnen blijven rijden. Daar de bussen regelmatig in de file vast stonden besloot men tot spoedig tot teruglegging naar de Amstelveenseweg waarbij dit traject voor lijn 7 dan in zone west lag.
Bij de opening van het station zuid op 20 december 1978 werd lijn 7 via de Parnassusweg hierheen verlengd. Tevens werd nu op alle dagen en tijden een 20 minuten frequentie gereden in aansluiting op de Schiphollijn. Na 10 dagen moest de frequentie in opdracht van minister Dany Tuijnman in de avonduren en op zondag terug naar een halfuurdienst en was er van een aansluiting op de trein geen sprake meer.

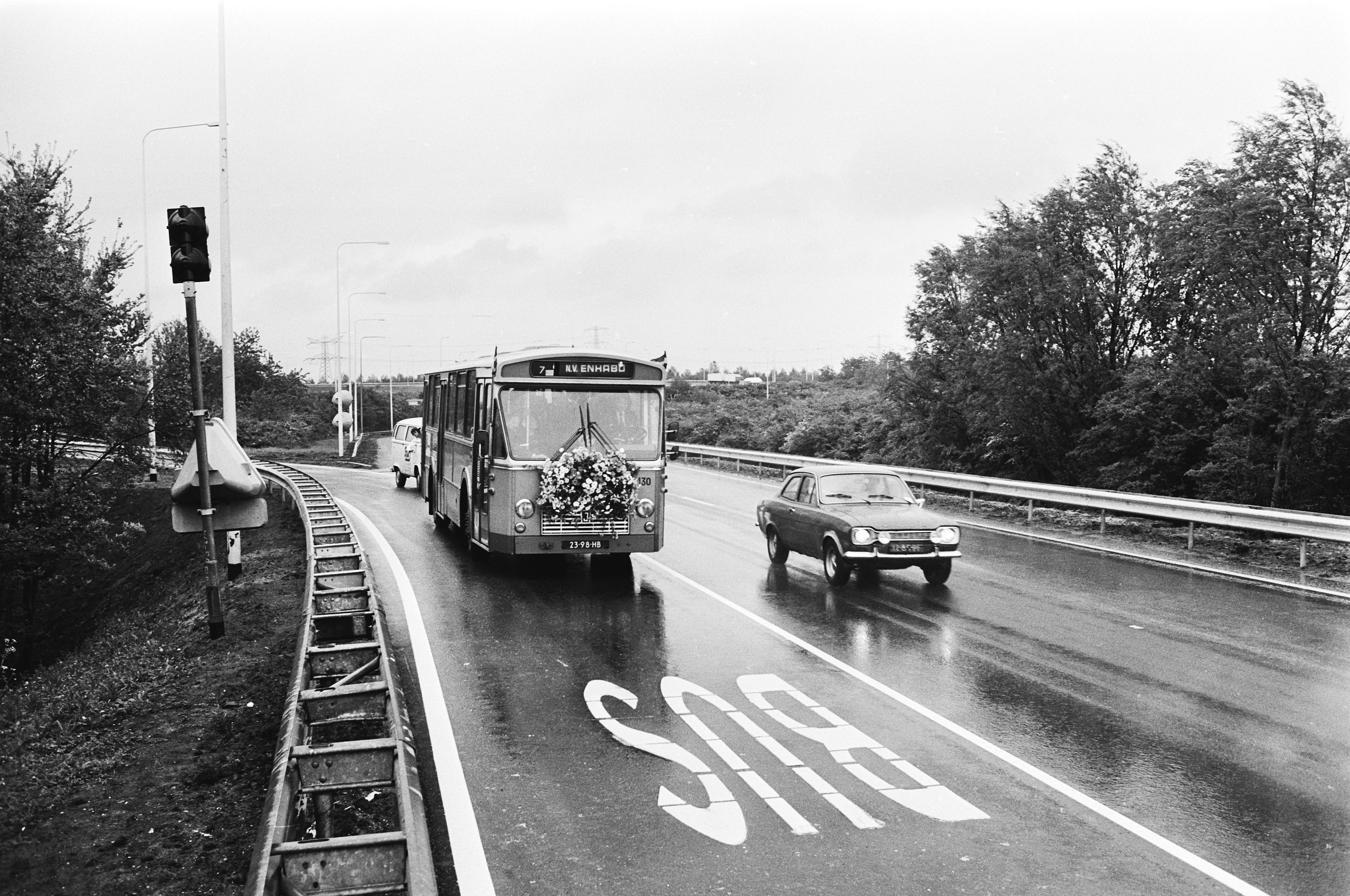
Volvo-Jonckheere bus 130 op lijn 7 op vrije baan bij Coentunnel in 1979

In 1979 kwam er bij de Coentunnel een vrije busbaan waardoor de file kon worden vermeden.

### Lijn 97
Op 24 mei 1982 werd lijn 7 in het kader van het ophogen van de lijnnummers van de Enhabo met 90 om dubbele lijnnummers binnen Amsterdam te voorkomen vernummerd in lijn 97. Lijn 97 was nu de drukste en beste buslijn van de Enhabo en had tussen Amsterdam en Zaandam de voor een streekbuslijn ongekend hoge frequentie van 5 minuten in de spitsrichting.
De opening van de westtak van de Nederlandse Spoorwegen op 1 juni 1986 had grote gevolgen voor lijn 97. Al in een vroeg stadium was besloten dat lijn 97 niet parallel met de trein mocht rijden alhoewel er geen trein reed tussen Amsterdam-West en station Zuid. Nadat inkorting tot station Sloterdijk was overwogen werd uiteindelijk besloten de lijn te verleggen via de Jan van Galenstraat naar het busstation Marnixstraat. De frequentie werd op alle dagen en uren teruggebracht tot een halfuurdienst met in Zaandam een tussendienst naar Wormerveer. Tussen station Sloterdijk en Zaandam Peperstraat werd een spitslijn 98 ingesteld. Lijn 97 leidde daarna een wat kwijnend bestaan omdat de lijn door de verlegging naar de Marnixstraat sterk in belang was afgenomen.

### Lijn 89
In april 1991 werd de Enhabo, die een bewindvoerder had en onder curatele stond omdat er surseance van betaling was verleend, overgenomen door de NZH. Lijn 97 werd een NZH-lijn en in 1992 vernummerd in lijn  89; dit omdat de NZH al een lijn 97 had van Alkmaar naar Leeuwarden. Een deel van de ritten werd van 1995-1999  vanaf Krommenie doorgetrokken via Assendelft naar Beverwijk. In mei 1999 werd lijn 89 door een fusie van de NZH met een aantal andere streekvervoerders een Connexxion lijn. 

### Lijnen 67 t/m 69 en 89
In december 2003 werd het Zaanse gedeelte van lijn 89 gesplitst in lijn 69 en lijn 89. Hierbij rijdt lijn 69 van Krommenie naar Wormerveer en vandaar via een snelle route naar Zaandam en lijn 89 van Wormer en Wormerveer via de oude route langs de Zaan over het Zuideinde en Westzijde naar de Vinkenstraat nabij de Gedempte Gracht in Zaandam. In 2013 werd lijn 89 vernummerd in lijn 67 en werd lijn 69 gesplitst in lijnen 68 en 69 waarbij lijn 68 net als lijn 67 een route langs de Zaan reed. Sinds 2015 verviel lijn 68 en rijden alle ritten als lijn 69 via de snelle route en rijdt alleen lijn 67 nog langs de Zaan.

### Lijnen 86/87 en 85
Het traject door de Coentunnel werd overgenomen door een nieuwe lijn 86, en de al bestaande lijn 87, en werd ingekort tot station Sloterdijk waarbij het traject naar de Marnixstraat verviel. De lijnen reden alleen op werkdagen overdag. Later werden de lijnen 86 en 87 samengevoegd tot één lijn 85.

### Lijn 395

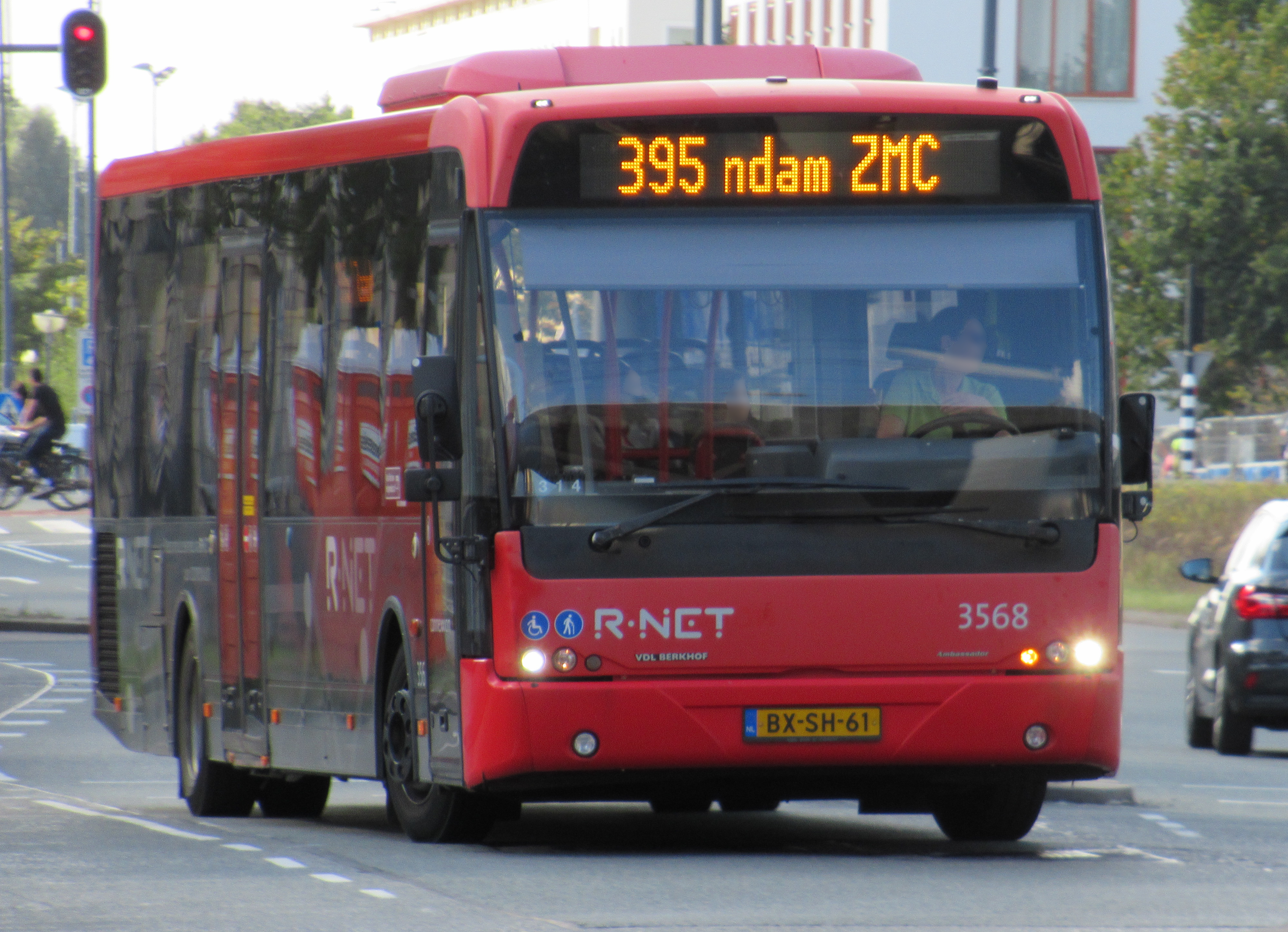
Ambassador 3568 op lijn 395

Op 12 december 2010 werd lijn 85 omgezet in R-net lijn 395 die station Sloterdijk verbindt met Zaandam-Oost en P+R Wijde Wormer met korttraject diensten tot het Zaans Medisch Centrum. Sinds 14 december 2014 ging de lijn ook op zaterdag rijden. 
Op 3 januari 2021 werd de lijn ingekort tot het Zaans Medisch Centrum. Sinds 12 december 2021 wordt ook op zondag en in de avonduren gereden. In de spitsuren reed de helft van de ritten alleen tussen Amsterdam Sloterdijk en Zaandam de Vlinder waar op andere buslijnen kon worden overgestapt.
Op 10 december 2023 nam EBS de lijn over van Connexxion.

### Lijn N69
Er bestond tot en met 2 januari 2021 ook een nachtbus met het lijnnummer N69. Deze lijn reed vanaf het busstation Elandsgracht via het Leidseplein naar Krommenie, Uitgeest, Limmen, Heiloo en Alkmaar. Deze lijn reed vrijwel de gehele route van de voormalige lijn 97, zij het via de A8, N246 en N203.